# Goniothalamus mindoroensis
Goniothalamus mindoroensis är en kirimojaväxtart som beskrevs av Elmer Drew Merrill. Goniothalamus mindoroensis ingår i släktet Goniothalamus och familjen kirimojaväxter. Inga underarter finns listade i Catalogue of Life.